# Amzići
Amzići (cyr. Амзићи) – wieś w Serbii, w okręgu zlatiborskim, w gminie Nova Varoš. W 2011 roku liczyła 87 mieszkańców.